# Elsa Collin
Elsa Sigrid Collin, född den 3 oktober 1887 i Helsingborg, död den 29 juni 1941 i Stockholm, var en svensk teaterkritiker, poet och skådespelare.

## Biografi
Elsa Collin var dotter till Knut Johan August Collin, andre stadsläkare i Helsingborg, och Sigrid Elvira Eskilsson. Modern avled då Elsa Collin var två år gammal varvid fadern gifte om sig med en annan kvinna för vilken detta var det tredje äktenskapet. Båda makarna hade barn från sina tidigare äktenskap och fick därtill nya gemensamma varför Collin hade ett stort antal hel-, halv- och styvsyskon.
Efter skolgång i hemstaden avlade Collin 1906 studentexamen i Göteborg. Hon inskrevs därefter våren 1907 vid Lunds universitet och i Helsingkrona nation. Collin gjorde sig snabbt bemärkt i studentlivet, och redan under sin första termin blev hon den första kvinnan någonsin att medverka i en spexuppsättning. Hon spelade då "kammarsnärtan" Susanna i en återuppsättning av spexet Gerda, dels i Lund, dels på turné till Malmö och Helsingborg. Collin var också verksam inom den vänsterinriktade studentföreningen Den Yngre Gubben (D.Y.G.) och medverkade i studenttidningen Majgreven tillsammans med bland annat Vilhelm Ekelund, med vilken hon vid tiden hade en nära relation.
Efter avlagd filosofie kandidatexamen i konsthistoria, litteraturhistoria och statskunskap hösten 1909, flyttade Collin till Stockholm och inskrevs vid stadens högskola men tycks i praktiken initialt främst ha verkat som skådespelerska, bland annat som tillhörande ensemblen vid Lilla Teatern. Med tiden skulle Collin dock främst komma att verka inom pressen, bland annat som sekreterare på Figaro och som Malmötidningen Arbetets teaterrecensent i huvudstaden.
Collin hade redan under studietiden skrivit poesi som hon fått publicerad i olika tidningar och fortsatte med detta genom åren, bland annat i Socialdemokratiska kvinnorörelsens tidskrift Morgonbris. Till hennes i samtiden mest uppmärksammade dikter hörde två "kampsånger" – "Det dagas" och "Giv ditt namn!" – skrivna för den kvinnliga rösträttsrörelsen 1912 respektive 1913.
Under sina Stockholmsår kom Collin att bli nära vän med författaren och teaterledaren Brita von Horn; de delade med tiden bostad och Collin har beskrivits som von Horns "livsledsagerska"[källa behövs]. Tillsammans engagerade de sig vid bildandet av teatergruppen Dramatikerstudion och skrev en pjäs för denna baserad på von Horns roman Aschebergskan på Wittskövle. Denna kom dock att uppföras först några år efter Collins tidiga död, då inte bara av Dramatikerstudion, utan även av Ingmar Bergman som hans debutuppsättning på Helsingborgs stadsteater.
Collins begravning ägde rum i Stockholm men hon gravsattes på Nya kyrkogården i sin födelsestad Helsingborg. I samband med hennes bortgång skrev regissören Helge Hagerman, en av de aktiva inom Dramatikerstudion, om Collin att hon "var en sällsynt levande människa som med sin egenartade begåvning i sträv kritik och skapande entusiasm förmådde ge oss ungdomar respekt för uppgiften och glädje i arbetet". En annan av ensemblens medlemmar, skådespelaren Lillie Björnstrand, skrev senare i sina memoarer att Collin "var utomordentligt kunnig när det gällde teater och hade en osviklig näsa för begåvningar".

## Teater

### Roller (ej komplett)
| År   | Roll                     | Produktion                                                                         | Regi                       | Teater                                                      |
| ---- | ------------------------ | ---------------------------------------------------------------------------------- | -------------------------- | ----------------------------------------------------------- |
| 1907 | Susanna, kammarsnärta    | Gerda (spex) Otto Sylwan, Ewert Wrangel med flera                                  |                            | Akademiska Föreningen (samt turné till Malmö & Helsingborg) |
| 1909 | Dottren                  | Moderskärlek August Strindberg                                                     |                            | Uppsala teater                                              |
| 1911 | Delila                   | Simson och Delila (spex) Carl Ridderstad                                           |                            | Folkteatern (Stockholms högskolas studentförenings årsfest) |
| 1911 | Länsmanskan              | Bakom Kuopio Gustaf von Numers                                                     | Mauritz Stiller            | Lilla teatern                                               |
| 1911 | Anjutka                  | Mörkrets makt Leo Tolstoj                                                          | Mauritz Stiller            | Lilla teatern                                               |
| 1911 | Maria                    | Pastor Jussilainen Gustaf von Numers                                               | Jenny Tschernichin-Larsson | Lilla teatern                                               |
| 1912 | Jörgensen, kammarjungfru | Miss Williams from New York Gustav Wied och Jens Petersen (översättning av Collin) | Mauritz Stiller            | Lilla teatern                                               |